# Secretário-Geral do Partido Comunista
O título de Secretário-Geral ou Primeiro-Secretário é comumente utilizado para os líderes da maioria dos partidos comunistas. Quando um partido comunista é o partido governante de um Estado socialista — frequentemente rotulado como Estado comunista por observadores externos — o secretário-geral é, em geral, o líder de facto do país. Não é incomum que esse líder também assuma cargos no governo, como o de presidente ou primeiro-ministro, tornando-se assim também o líder de jure do Estado. A posição de secretário-geral é normalmente eleita pelo comitê central do partido comunista (com o Partido dos Trabalhadores da Coreia sendo uma exceção), e o ocupante desse título também exerce funções no politburo e no secretariado do partido comunista.

## Secretários-gerais de partidos comunistas no poder
| Partido | Partido                                | Título                                | Titular             | Titular | Assumiu o cargo        | Tempo de mandato  | Ref.  |
| ------- | -------------------------------------- | ------------------------------------- | ------------------- | ------- | ---------------------- | ----------------- | ----- |
|         | Partido Comunista da China             | Secretário-Geral do Comitê Central    | Xi Jinping          |         | 15 de novembro de 2012 | 12 anos, 156 dias | [ 1 ] |
|         | Partido Comunista de Cuba              | Primeiro Secretário do Comitê Central | Miguel Díaz-Canel   |         | 19 de abril de 2021    | 4 anos, 1 dia     | [ 2 ] |
|         | Partido Comunista do Vietnã            | Secretário-Geral do Comitê Central    | Tô Lâm              |         | 3 de agosto de 2024    | 260 dias          | [ 3 ] |
|         | Partido Popular Revolucionário do Laos | Secretário-Geral do Comitê Central    | Thongloun Sisoulith |         | 15 de janeiro de 2021  | 4 anos, 95 dias   | [ 4 ] |
|         | Partido dos Trabalhadores da Coreia    | Secretário-Geral                      | Kim Jong-un         |         | 11 de abril de 2012    | 13 anos, 9 dias   | [ 5 ] |